# Попо I (Райхенбах)
Попо I фон Райхенбах (на немски: Poppo I von Reichenbach, Boppo, Poffo; † 1156) е от 1123 г. граф на Райхенбах, от 1141 до 1156 г. граф на Холенде, бургграф на Амьонебург и граф на Фелсберг.
Фамилията му Райхенбах е клон на род Цигенхайн.
Той е третият син на граф Гозмар I (* 1045, † сл. 1117) и съпругата му, дъщеря на граф Попо I фон Хенеберг († 1078) и графиня Хилдегард фон Шауенбург († 1104), дъщеря на Лудвиг Брадати от Турингия. Брат е на Рудолф I (* 1070, † сл. 1123) и Гозмар II († 1141).
Попо I получава след смъртта на бездетния си брат Рудолф I, Райхенбахската част на фамилната собственост. Жени се за Берта фон Фелсберг. Получава от архиепископа на Майнц Адалберт II през 1141 г. замък Холенде на измрелия през 1137 г. по мъжка линия род Гизони, и през 1145 г. го прави бургграф на Амьонебург.
През 1144 г. Попо и съпругът на дъщеря му Луитгард, Фолквин II фон Шваленберг, подаряват бенедиктанския манастир Хайна при Льолбах.

## Деца
Попо I и Берта фон Фелсберг имат децата: 
- Хайнрих I (* 1144; † 1170), граф на Райхенбах, 1162 домфогт на Фулда, баща на Хайнрих III, граф на Райхенбах, Вегебах, Цигенхайн и Вилденберг (* 1186; † 1250)
- Херман
- Луитгард, наследничка на Валдек, омъжена 1144 г. (развод 1161 г.) за граф Фолквин II фон Шваленберг (* 1125; † 1177/1178).[2]